# 圖書館及相關組織國際標準化標識符
圖書館及相關組織國際標準化標識符（英語：International Standard Identifier for Libraries and Related Organisations，ISO 15511），又稱國際標準圖書館標識，為圖書館及相關組織（如檔案館、博物館）的唯一標識。
丹麦文化宮殿局是維護標準及其註冊的國際權威機構。
國際標準圖書館標識為不超過16字元的字母及數字。A至Z、0至9、 斜線（/）、連字暨減號（-）及冒號（:）為有效符號。
國際標準圖書館標識由發佈標識機構前綴、連接號及該機構發佈的標識符組成。二字母前缀均為ISO 3166-1 alpha-2國家及地區代碼，後接該國或地區為圖書館機構分配的標識符。也可分配無關特定國家及地區的全球標識符，如联机计算机图书馆中心的「oclc-」。後綴通常是識別庫預先存在的系統。因此國際標準圖書館標識統一世界各地既有系統，而非從頭建立整個系統。